# Coordenades el·líptiques

Sistema de coordenades el·líptiques.

Les  coordenades el·líptiques  són un sistema bidimensional de coordenades curvilínies ortogonals en els quals les línies coordenades són el·lipses confocals i hipèrboles. Els dos focus {\displaystyle F_{1}} i {\displaystyle F_{2}} estan generalment fixes en les posicions {\displaystyle x=-a} i
{\displaystyle x=+a}, respectivament, sobre l'eix {\displaystyle OX} d'un sistema cartesià els eixos són eixos de simetria de les línies coordenades hiperbòliques i el·líptiques.
Les  coordenades el·líptiques cilíndriques  són un sistema tridimensional obtingut fent girar el sistema anterior al voltant de l'eix de focus i afegint una coordenada angular polar addicional.

## Definició
La definició més comuna de les coordenades el·líptiques bidimensionals {\displaystyle (\mu ,\nu )} és:

{\displaystyle {\begin{cases}x=a\ \cosh \mu \ \cos \nu \\y=a\ \sinh \mu \ \sin \nu \end{cases}}}

On:
{\displaystyle \mu \,} és un nombre real no negatiu i
{\displaystyle \nu \in [0,2\pi )\,}.
En el pla complex, hi ha una relació equivalent donada per:

{\displaystyle x+iy=a\ \cosh(\mu +i\nu )}

Aquestes definicions corresponen a el·lipses i hipèrboles. La identitat trigonomètrica:

{\displaystyle {\frac {x^{2}}{a^{2}\cosh ^{2}\mu }}+{\frac {y^{2}}{a^{2}\sinh ^{2}\mu }}=\cos ^{2}\nu +\sin ^{2}\nu =1}

mostra que les corbes amb {\displaystyle \mu \,} constant són el·lipses, mentre que la identitat trigonomètrica hiperbòlica:

{\displaystyle {\frac {x^{2}}{a^{2}\cos ^{2}\nu }}-{\frac {y^{2}}{a^{2}\sin ^{2}\nu }}=\cosh ^{2}\mu -\sinh ^{2}\mu =1}

mostra que les corbes amb {\displaystyle \nu \,} constant són hipèrbolas.

## Aplicacions
Les aplicacions clàssiques de les coordenades el·líptiques són resolució de equacions en derivades parcials com l'equació de Laplace o l'equació de Helmholtz, per a les quals les coordenades líptiques admeten separació de variables. Un exemple típic és la càrrega elèctrica que envolta un conductor pla d'amplada 2  a . O el camp de dues càrregues elèctriques puntuals del mateix signe a una distància 2  a .